# Český Šternberk (hrad)
Český Šternberk je gotický hrad přestavěný na zámek na levém břehu řeky Sázavy nedaleko dálnice D1 na území stejnojmenného městyse v okresu Benešov. Stojí na hřebeni v nadmořské výšce asi 350 metrů. Hrad je chráněn jako kulturní památka a od roku 2008 také jako národní kulturní památka.

## Historie
Na ostrém skalnatém břehu středního toku řeky Sázavy byl hrad postaven před více než 760 lety. Roku 1241 ho zde založil Zdeslav z Divišova. Název hradu je odvozen od erbu rodu Divišoviců – zlaté osmicípé hvězdy (německy: Stern: hvězda, Berg: hora).

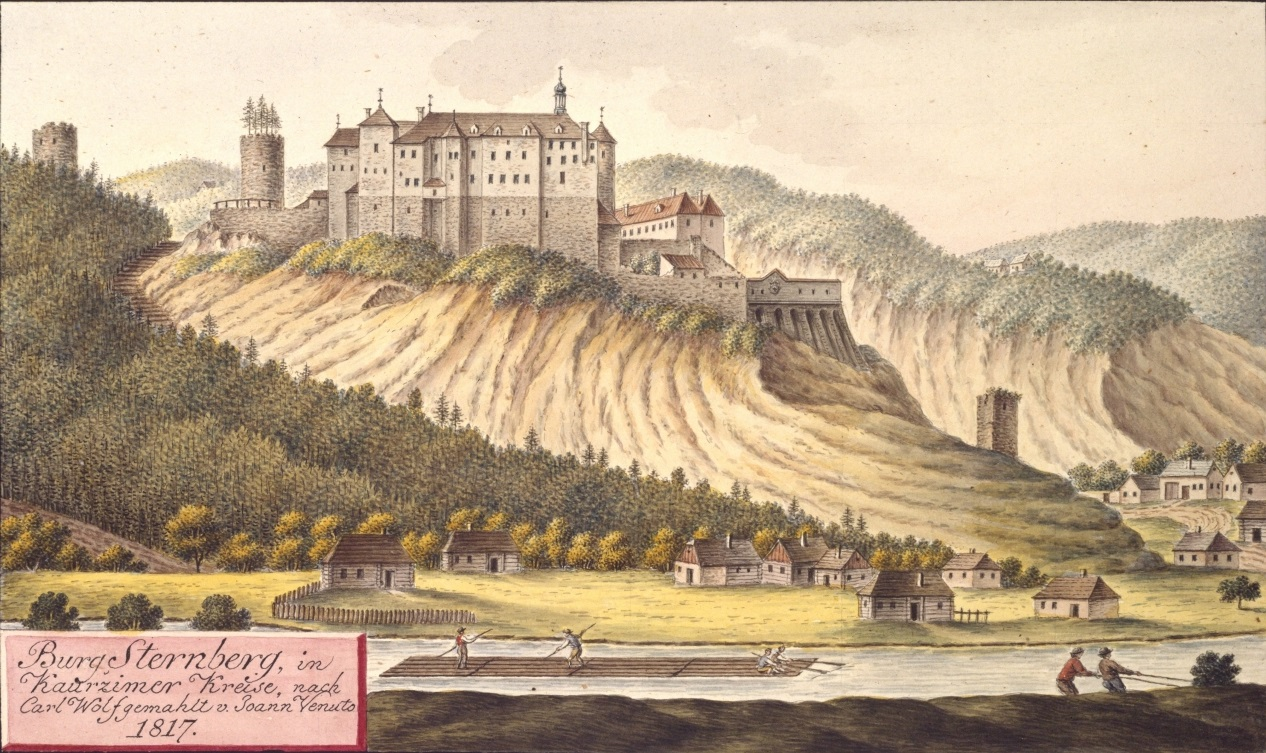
Pohled na Český Šternberk v roce 1817, kresba od Johanna Venuta

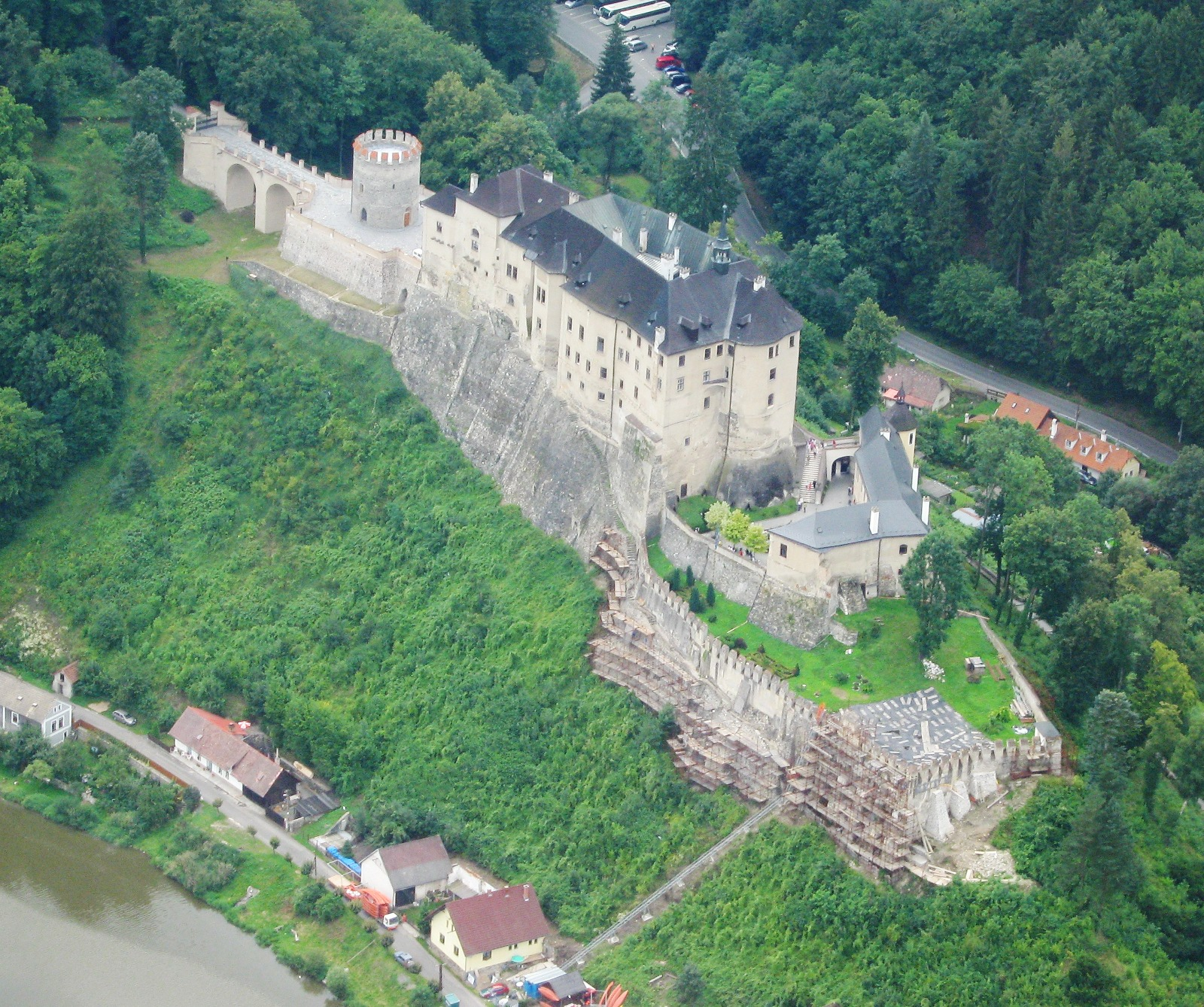
Pohled z letadla

V 15. století změnil hrad poprvé majitele, novým majitelem se stala větev Holických ze Šternberka. Roku 1467 byl hrad dobyt vojskem krále Jiřího z Poděbrad. Vinu nesl poručník Petra II. Holického ze Šternberka († 1514), Zdeněk Konopišťský ze Šternberka († 1476), který byl členem Zelenohorské jednoty a účastnil se odboje proti Jiřímu z Poděbrad. Šternberkům byl hrad i s panstvím vrácen králem Vladislavem Jagelonským roku 1479.
Roku 1712 zemřel Jan Václav a po meči tak vymírá větev Holických ze Šternberka a hrad se dědictvím i prodejem dostal do rukou jiných majitelů než byli Šternberkové. Mezi nejvýznamnější představitele tohoto rodu patřil zejména Kašpar, hrabě ze Šternberka, který stál roku 1820 při vzniku Muzea Království českého, a později zajistil finance i úřední povolení pro časopis Českého muzea. V roce 1841 však byl hrad koupen Zdeňkem ze Šternberka a jeho rod ho vlastnil až do roku 1949, kdy byl hrad státem vyvlastněn. Tehdejšímu majiteli, Jiřímu Sternbergovi (1888–1965), se však podařilo stát se správcem hradu a působil tak ve funkci kastelána na svém bývalém hradě. Během jeho působení se mu podařilo sepsat inventář hradu a mnoho původních předmětů tak zachránit.
V restituci byl hrad roku 1992 vrácen potomkovi původních majitelů, Zdeňku Sternbergovi.

## Architektonický vývoj
Během celé doby byl hrad několikrát přestavován a dostavován, tak jako většina českých hradů. Jeho raně gotická podoba je dnes vidět v jádru stavby. Ve 14. století byl zdokonalen obranný systém hradu stavbou obranné věže na severu hradu, která byla s hradem spojena hradbou. Během 15. a 16. století byl hrad královským vojskem poškozen a prošel několika opravami. Opět byl zlepšen obranný systém a z důvodu malé obranyschopnosti z jižní strany byla postavena jižní předsunutá (a dodnes velmi dobře zachovaná) bašta, takzvaná Hladomorna. Na hradě pracoval v 17. století také italský štukatér Carlo Brentano. Poslední zásadní úpravou prošel hrad roku 1751 kdy byl dostavěn dolní zámek hradu při ohradní zdi.

### Předsunuté opevnění

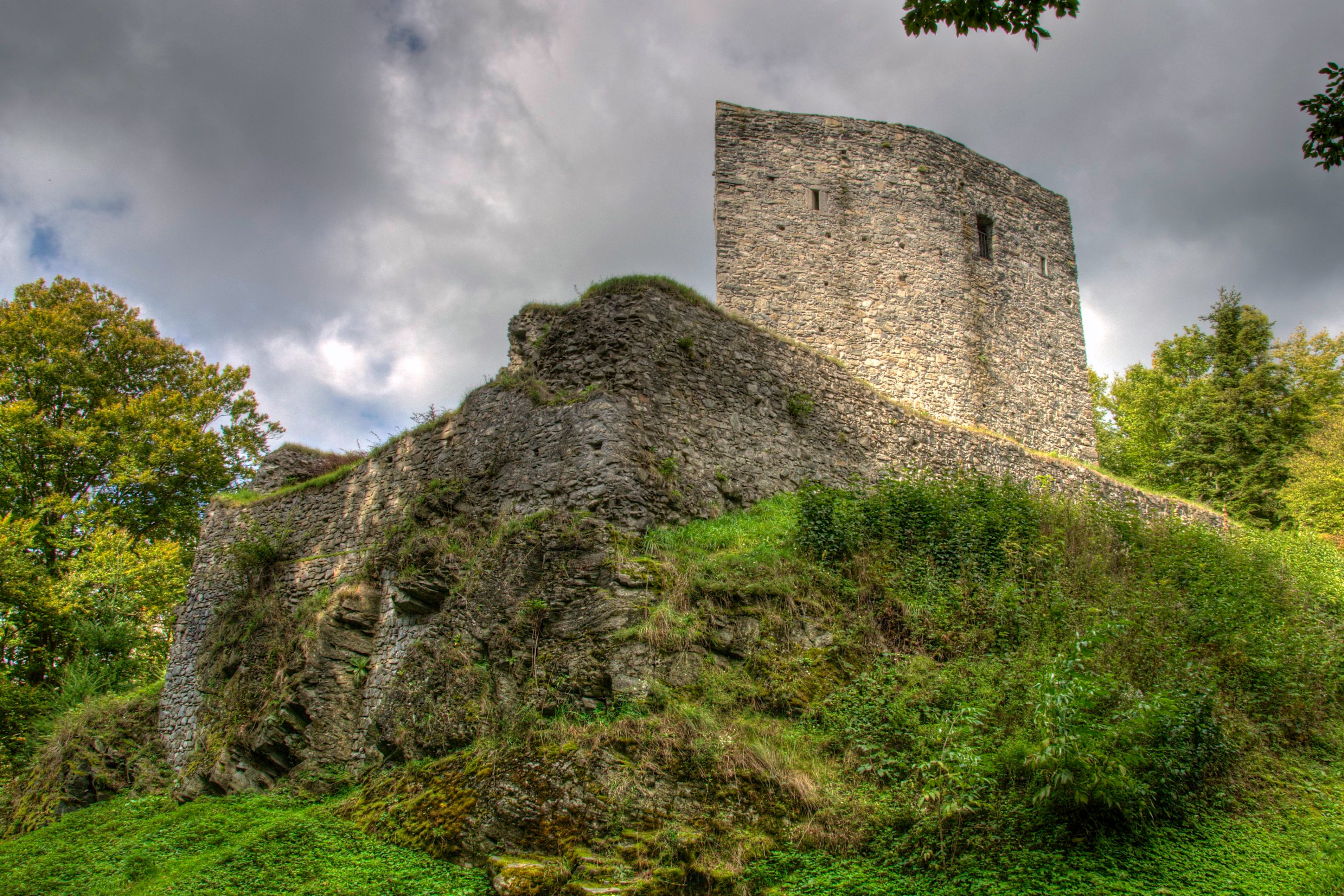
Jižní předsunutá bašta

Na nebezpečném hřebeni jižně od hradu byla po obléhání v roce 1467 postavena předsunutá bašta. Tvoří ji víceboká bateriová věž s výrazným břitem otočeným k jihu a vnější obvodové opevnění. Do věže vedlo šnekové schodiště v její zadní části. V suterénu se nacházel skladovací prostor (pravděpodobně prachárna) a v prvním patře vybíhá ze středové okrouhlé místnosti pětice chodbiček ukončených střílnami pro děla. Jednu střílnu nahrazoval portál, kterým se do věže mohla vytahovat děla. Druhé patro bylo roubené nebo hrázděné. Pod věží stál na jižní straně k hradbě přiložený srub s kachlovými kamny, ve kterém bydlela posádka. Ohrazení okolo věže bylo nejprve roubené, ale později je nahradila zděná hradba časem doplněná ještě o dělostřeleckou střílnu natočenou k severozápadu. Čelo bašty chránil šíjový příkop. Podle jiné interpretace bašta existovala už před rokem 1467 a bateriová věž do ní byla vestavěna dodatečně. Nahradila tak starší roubenou konstrukci, považovanou Tomášem Durdíkem za srub pro posádku. 
Praktické využití bateriové věže při obraně hradu bylo vzhledem k úzkým přístupovým chodbám k jednotlivým střílnám problematické. Stísněný prostor neumožnil použití lafetovaných palných zbraní a také palba z ručních zbraní byla omezena malými palnými úhly. Podobně neúčinné obranné prvky se nacházejí i na dalších hradech, a proto je možné, že věž měla pouze demonstrovat obranyschopnost hradu, nebo tíha její obrany spočívala na nedochovaném podstřešním patře.
Další předsunuté opevnění se nalézalo jižně od bašty. Dobroslava Menclová jej interpretovala jako pozůstatky obléhacího tábora z let 1467–1468, ale jejich vývoj a využití je složitější. Pozůstatky fortifikace jsou silně poškozeny mladšími úpravami terénu. V nejužším místě se dochoval částečně zasypaný šíjový příkop hluboký až sedm metrů, lemovaný na vnější straně valem. Podobná fortifikace chránila i boční strany, ale směrem ke hradu opevnění zcela chybí. Vzhledem k charakteru a mohutnosti opevnění šlo spíše o rozsáhlé předsunuté opevnění. Při obléhání hradu královským vojskem v roce 1467 pak bylo toto opevnění nejspíše dobyto a využito při dalších obléhacích pracích, jejichž pozůstatkem je torzo samostatně opevněného okrsku považovaného za velitelskou pevnůstku a také další terénní stopy.

## Prohlídková trasa
| Rok  | Počet návštěvníků |
| ---- | ----------------- |
| 2015 | 76 957            |
| 2016 | 77 401            |
| 2017 | 89 474            |
| 2018 | 83 848            |

Objekt je zpřístupněn veřejnosti a v rámci prohlídkové trasy si lze prohlédnout šestnáct prostor.
1. Schodiště se sbírkou grafik, které většinou zobrazují výjevy z třicetileté války a pocházejí z kroniky Theatrum Europaeum. Celkem tuto hradní sbírku rytin tvoří 545 kusů, patří tak mezi největší monotematické sbírky svého druhu v Evropě.
2. Rytířský sál (kdysi Sál předků), který je největší místností hradu, je opatřen bohatou štukovou výzdobou z druhé poloviny 17. století. Na stěnách visí několik portrétů vojevůdců z období třicetileté války a dále pak portrét českého krále Jiřího z Poděbrad, jehož první manželkou byla Kunhuta ze Šternberka. Erby ve štukatuře většinou nekorespondují s portréty. Portréty ještě doplňují pohledy na Český Šternberk, namalované podle grafik z 18. a 19. století.
3. Kaple svatého Šebestiána byla založena Václavem Jiřím Holickým ze Šternberka. Obraz světce od neznámého nizozemského malíře z první poloviny 17. století je zasazen v rokokovém rámu z české řezbářské dílny.
4. Žlutý salon má bohatou štukovou výzdobou na stropě od italského štukatéra Carla Brentana. Stěny pokrývají klasicistní nástěnné malby z počátku 19. století. Ze stejného období jsou i kamna. Nábytek je ve stylu Ludvíka XVI. Na stěně visí portrét Karolíny ze Šternberka od českého malíře Františka Ženíška a dámská podobizna od anglického portrétisty George Romneye
5. Růžový salonek (Budoár) se štukovou výzdobou Carla Brentana
6. Knihovna. Mezi svazky bychom našli také knihy o historii Šternberků, například Aetas aurea familiae Sternbergicae z roku 1698 od Viléma z Glauchova nebo Geschichte der Helden von Sternberg od P. J. Tannera.[14]
7. Jídelna
8. Klínová místnost, kde je vystaven orientální nábytek
9. Snídaňový salón s nábytkem ve stylu holandské květinové baroko
10. Pracovna Jiřího Šternberka, kterému byl hrad komunisty v roce 1949 znárodněn, které vévodí rodokmen na stěně. Nejníže na kmeni je vyobrazen Zdeněk Sternberg, který hrad v roce 1992 restituoval.
11. Předpokoj
12. Kuřácký salón, místnost věnovaná Filipovi Sternbergovi
13. Pracovna Kašpara Šternberka je věnovaná památce přírodovědce, sběratele a spoluzakladatele dnešního Národního muzea. Hrabě Kašpar Maria Šternberk, jehož portrét visí na stěně, zde na hradě nikdy nepobýval. V místnosti je vystaveno jeho křeslo, na kterém seděl při četbě.
14. Ložnice
15. Lovecký sál
16. Chodba nad schodištěm, jíž vévodí obraz zobrazující bitvu u Hradce Králové (1866).

## Hrad v kultuře
Od roku 2021 se v létě na hradě koná tematická přehlídka filmů Noir film festival. Na hradě se natáčely následující filmy a seriály:
- Záhada obrazu sv. Šebestiána[17] (1972, režie: Ludvík Ráža)
- Arabela[17] (1984, režie: Václav Vorlíček)
- Zázračné meče[17] (2001, režie: Miroslav Sobota)
- Anděl Páně[17] (2005, režie: Jiří Strach)
- Smutek paní Šnajderové[17] (2008, režie: Piro Milkani)

## Galerie

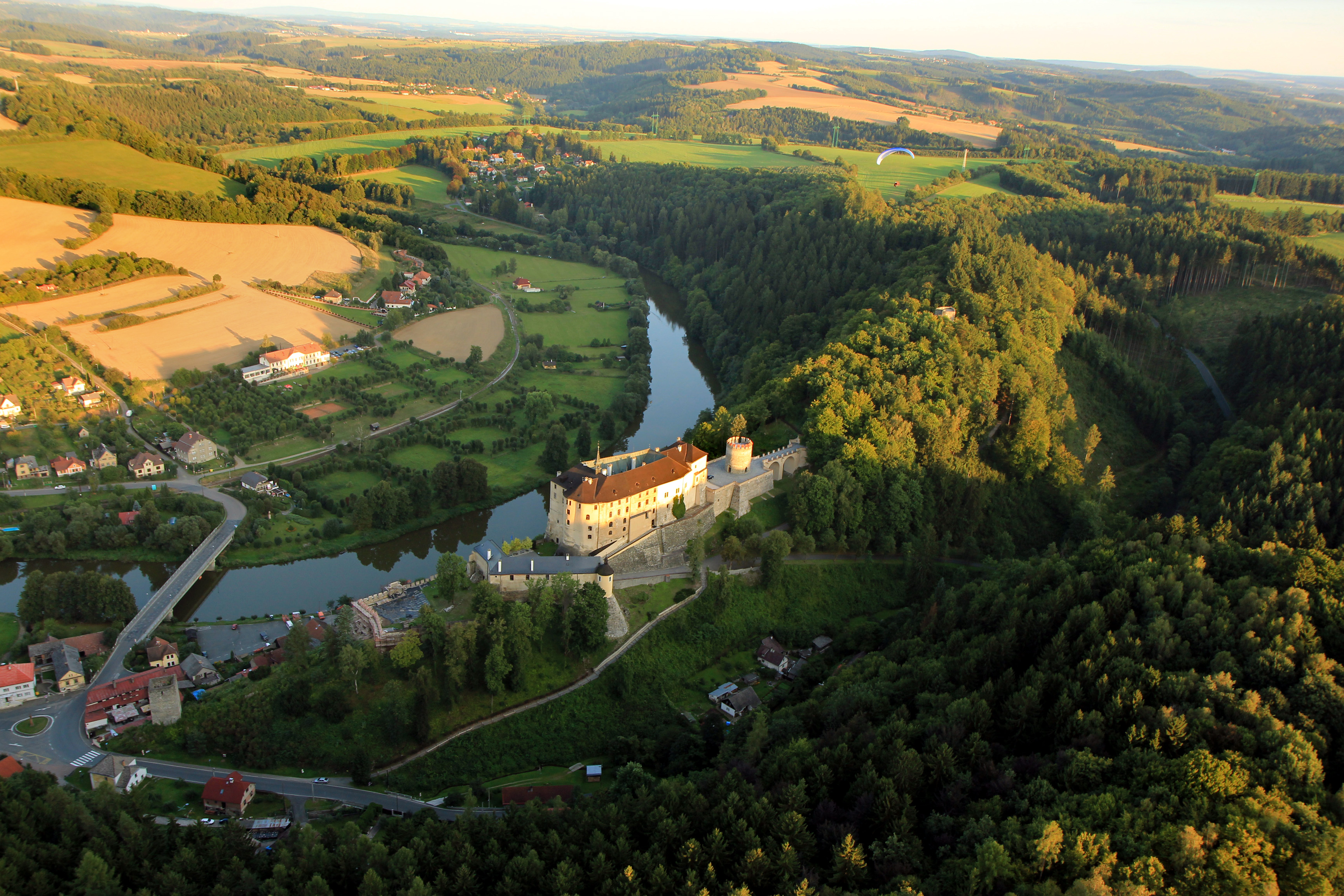
Letecký pohled na hrad
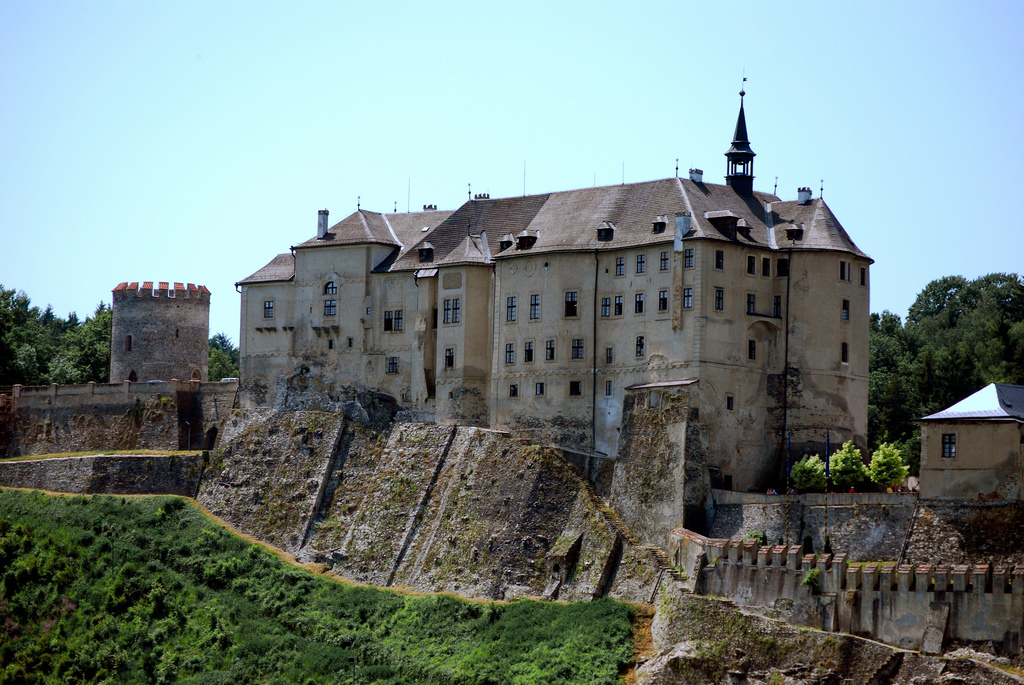
Pohled na hrad z pravého břehu Sázavy
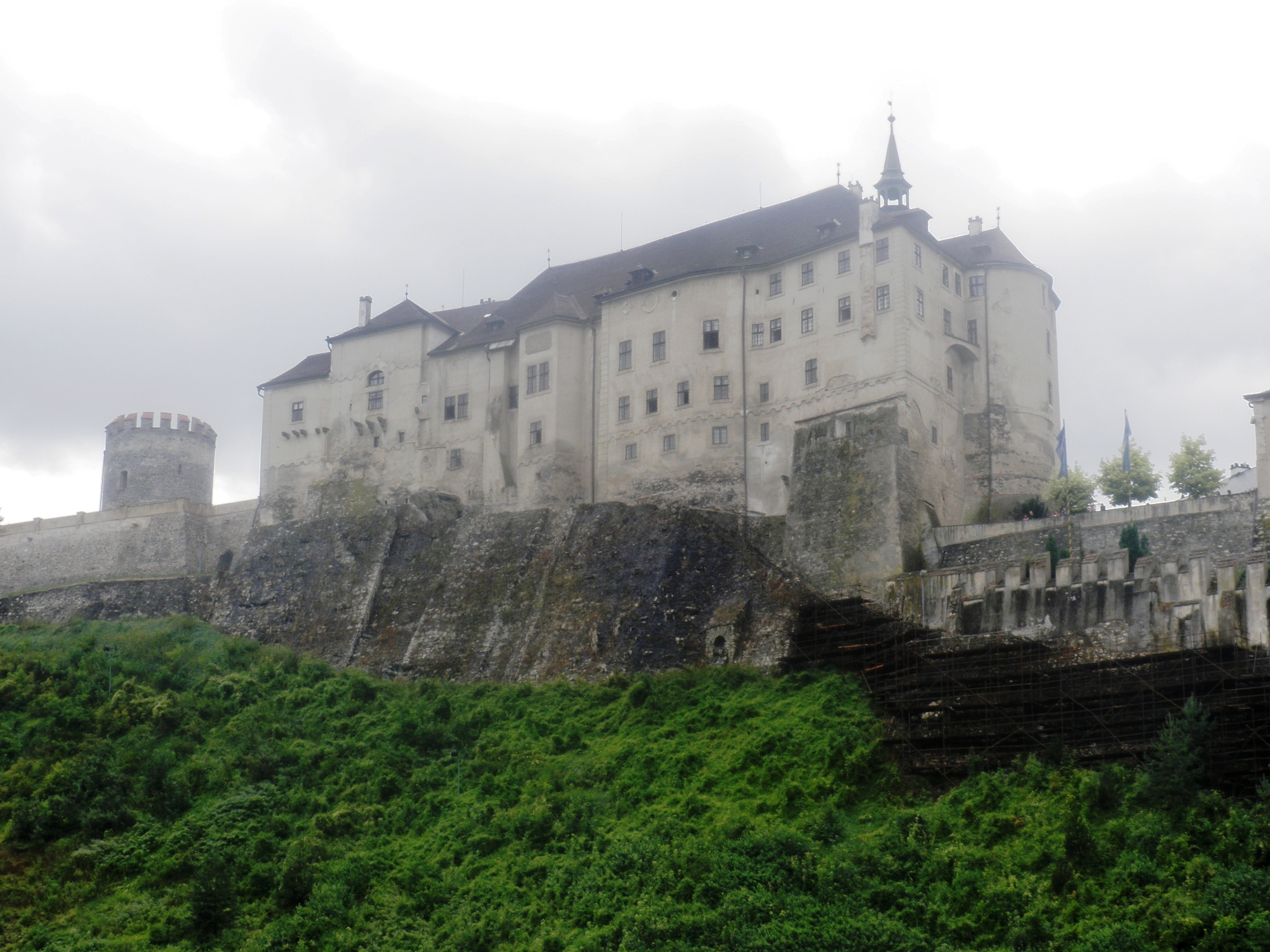
Pohled na hrad z pravého břehu Sázavy
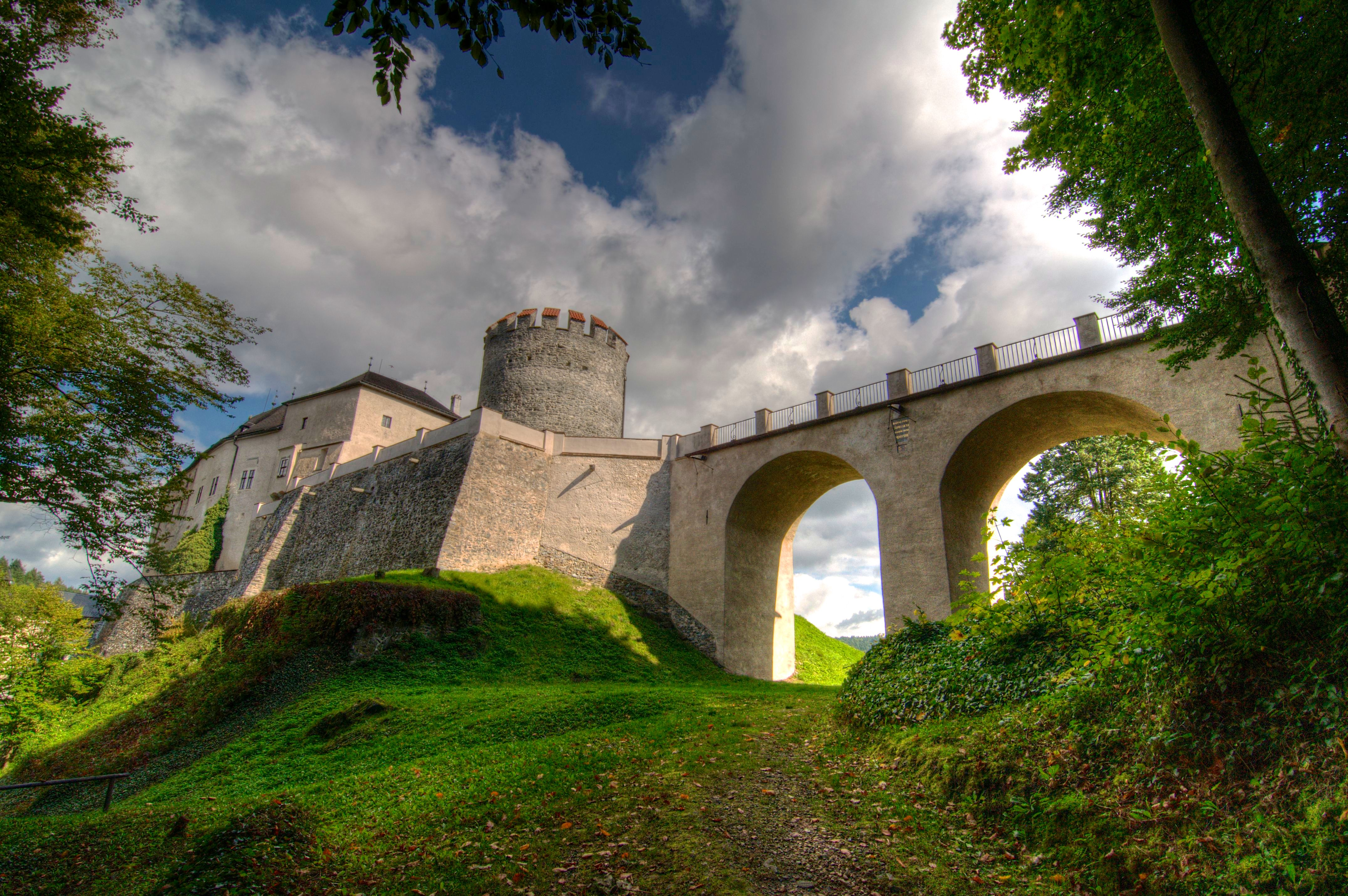
Okrouhlá věž s mostem
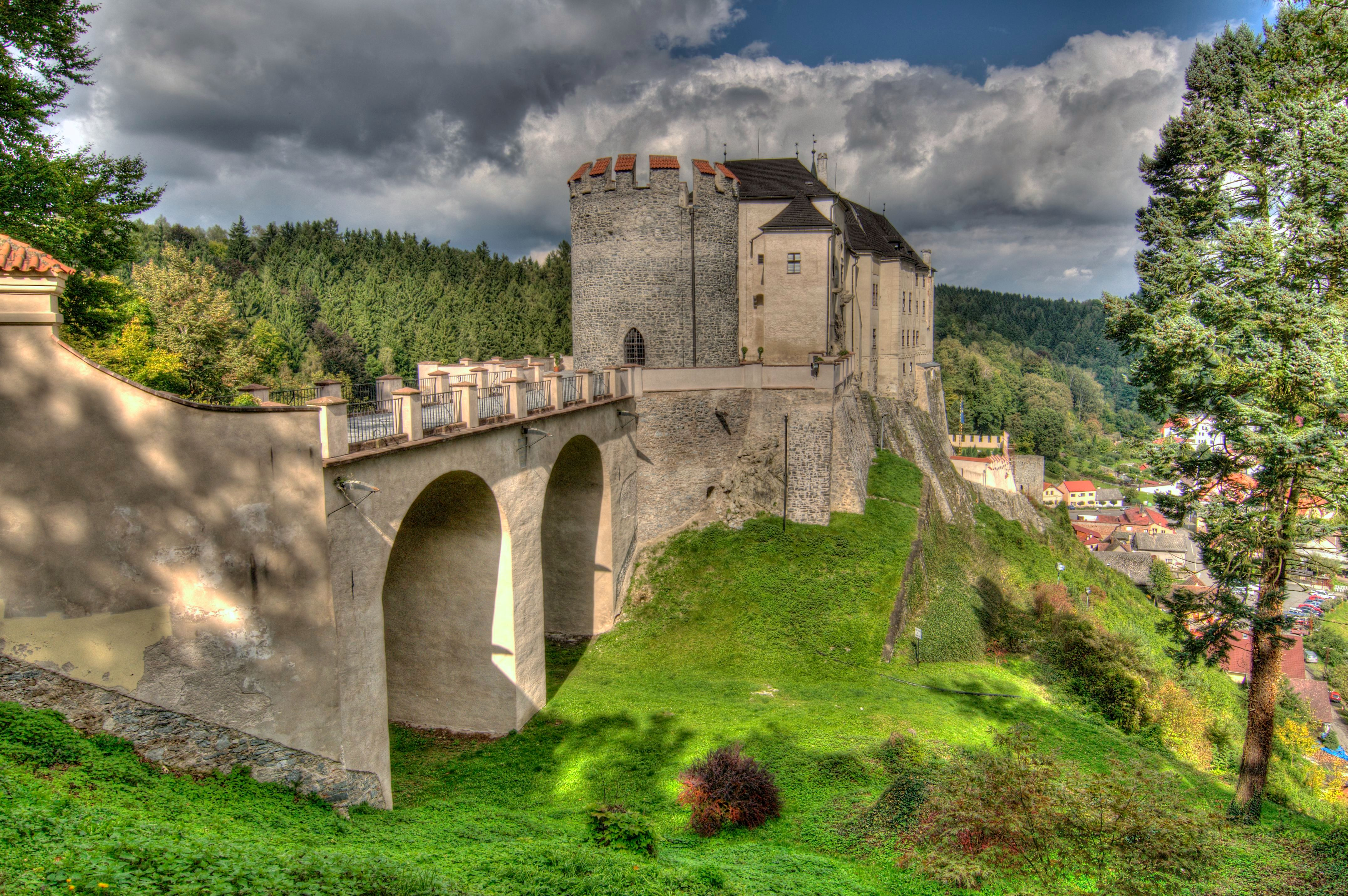
Přístup k hradu
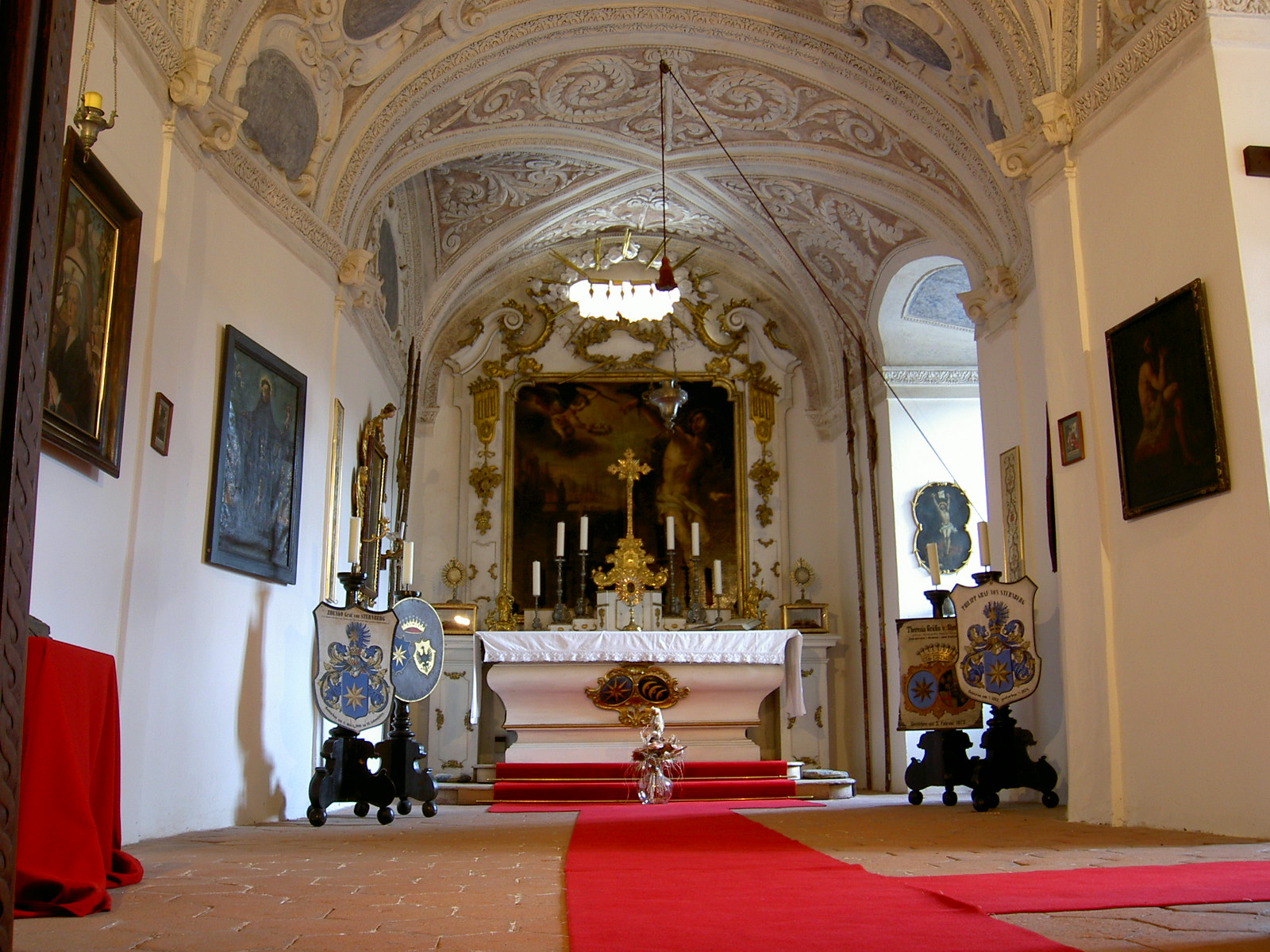
Kaple sv. Šebestiána
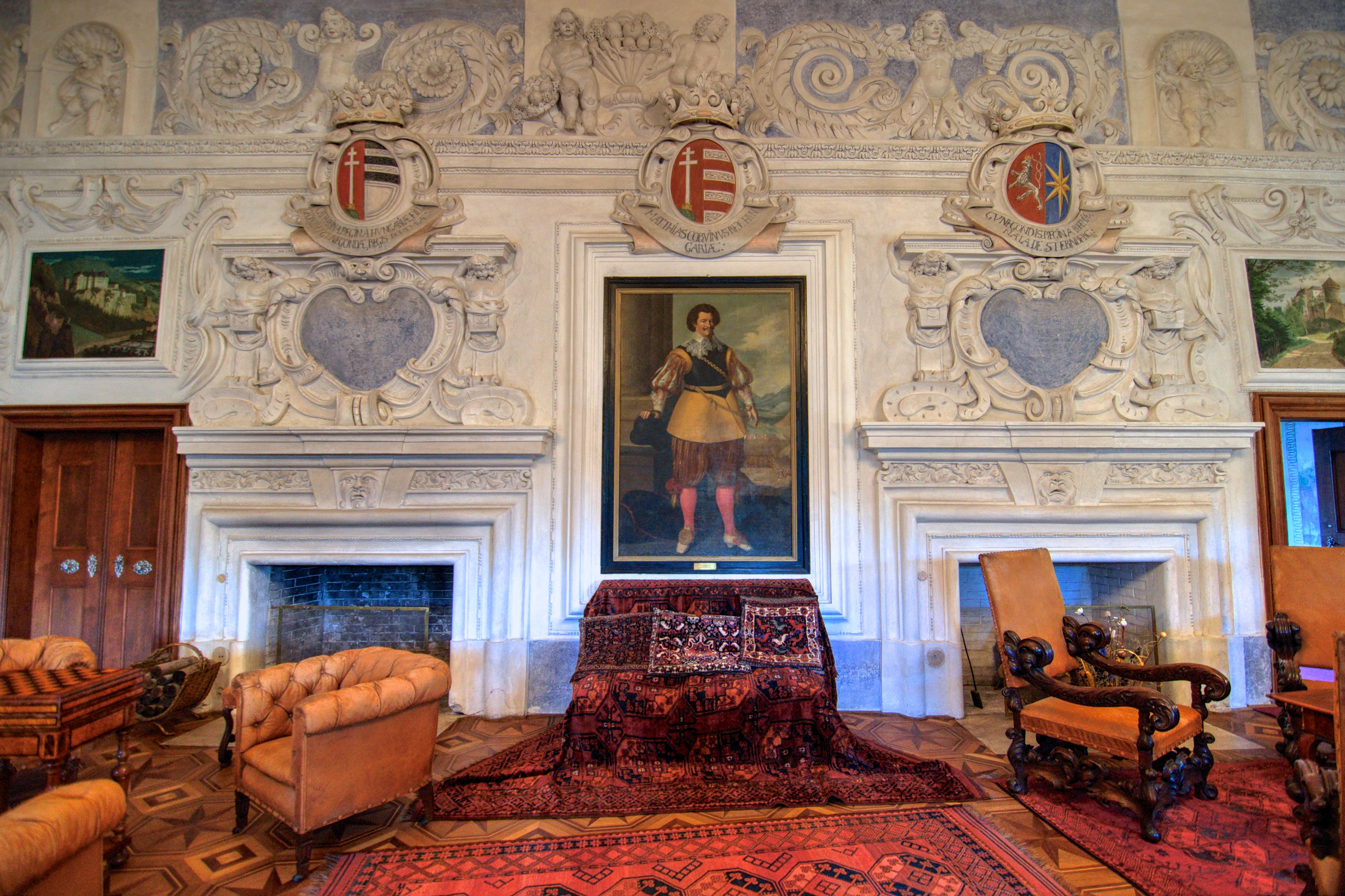
Rytířský sál
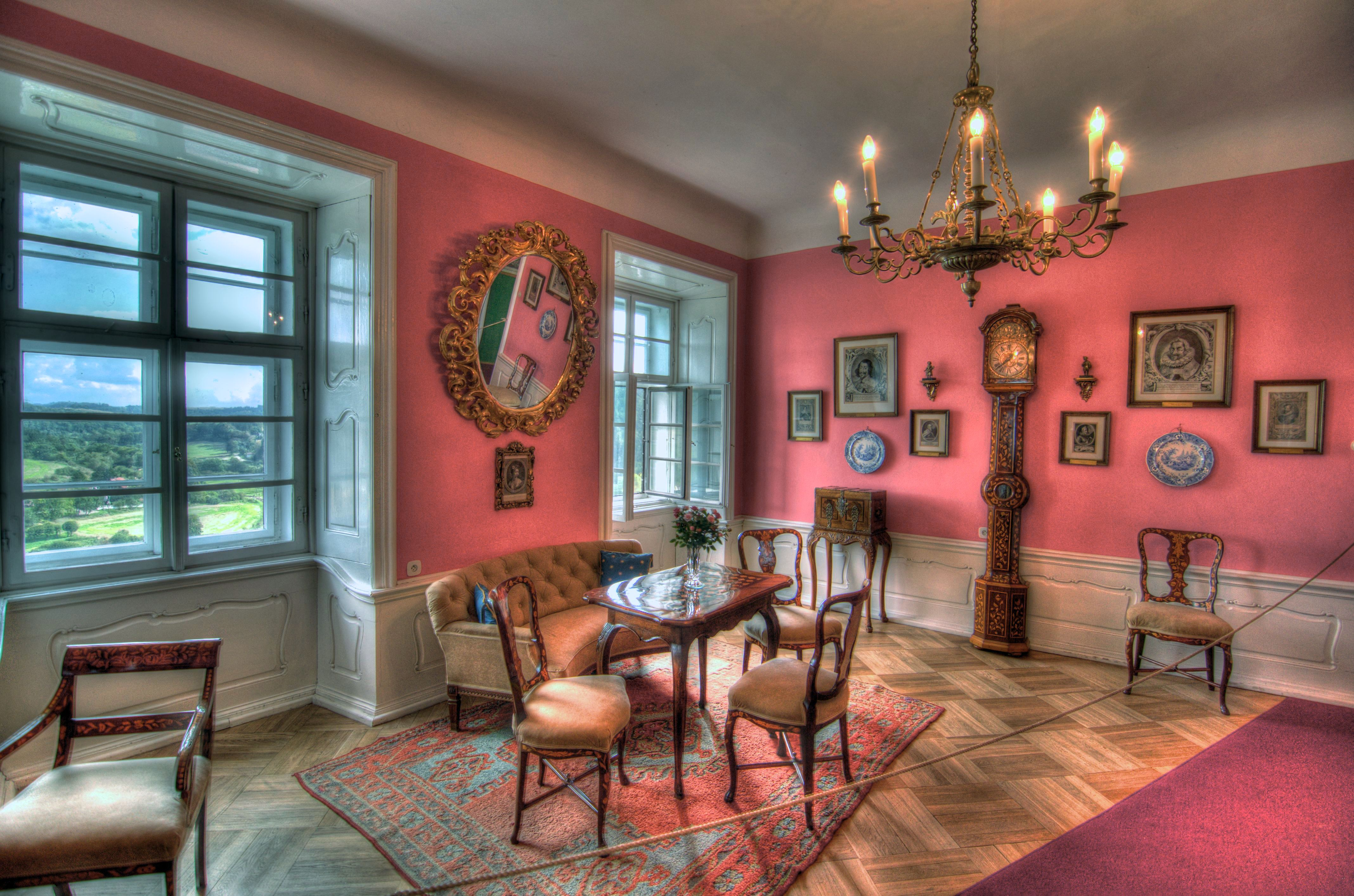
Snídaňový salon
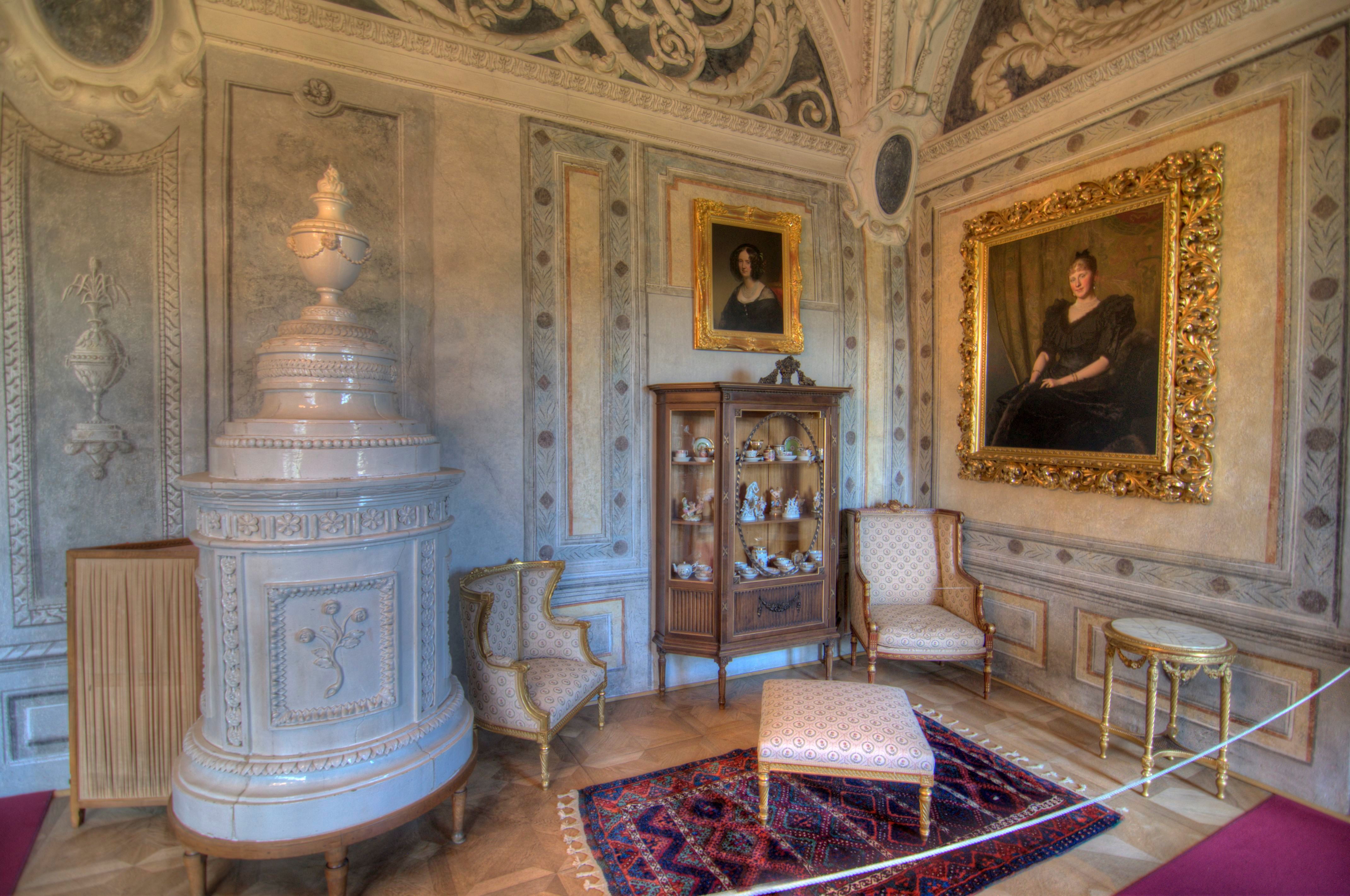
Pánský salonek
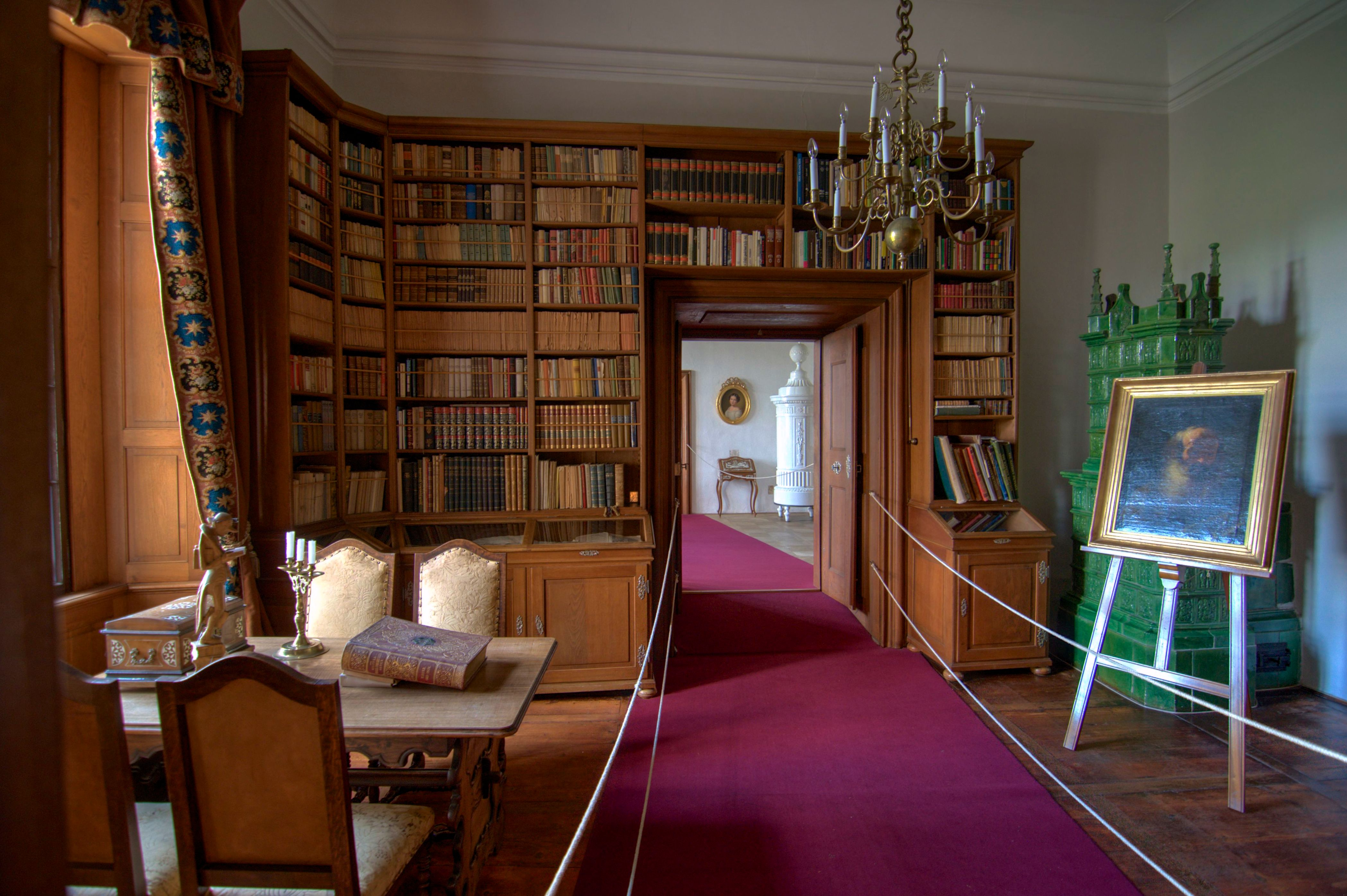
Malá knihovna
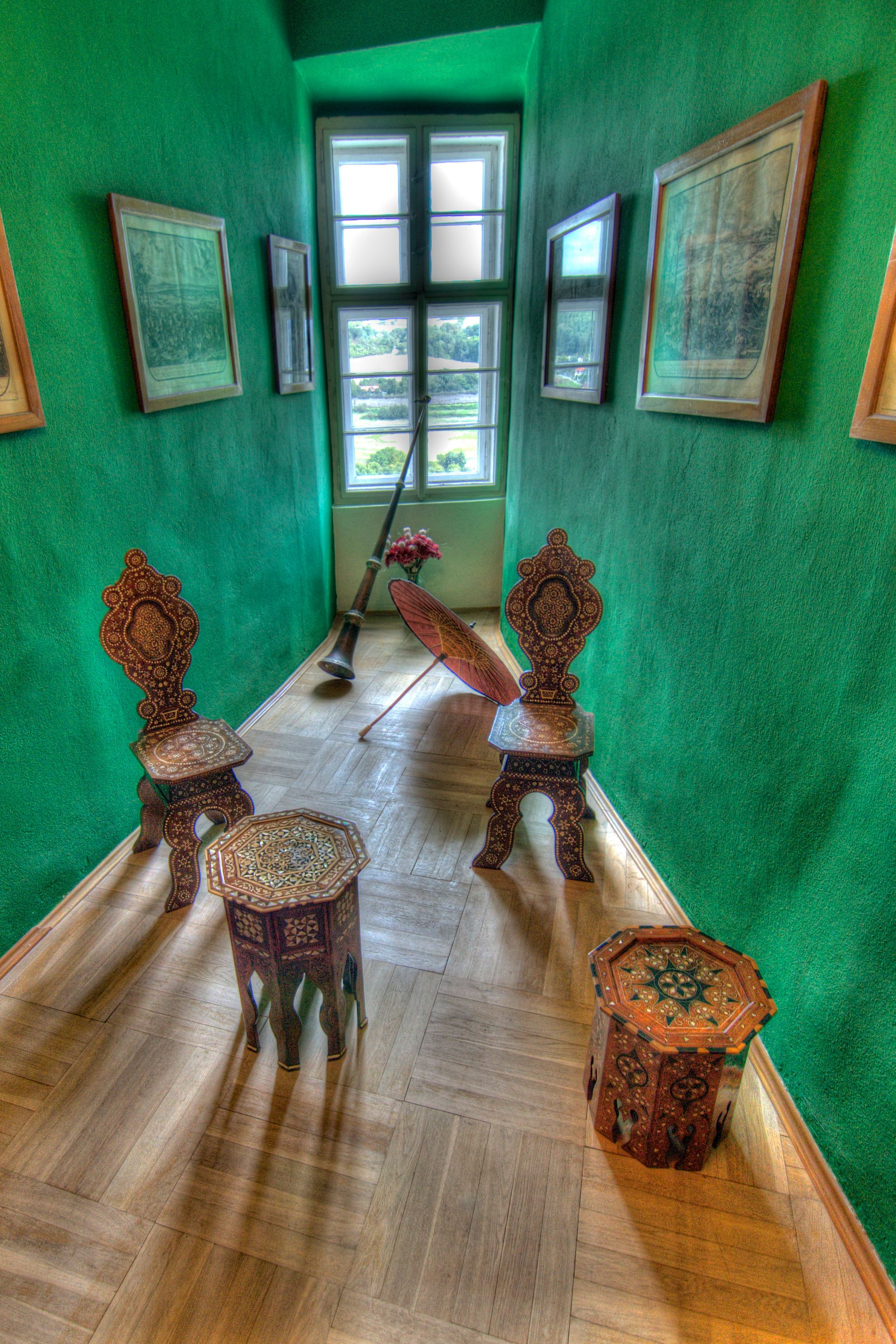
Zelený salonek
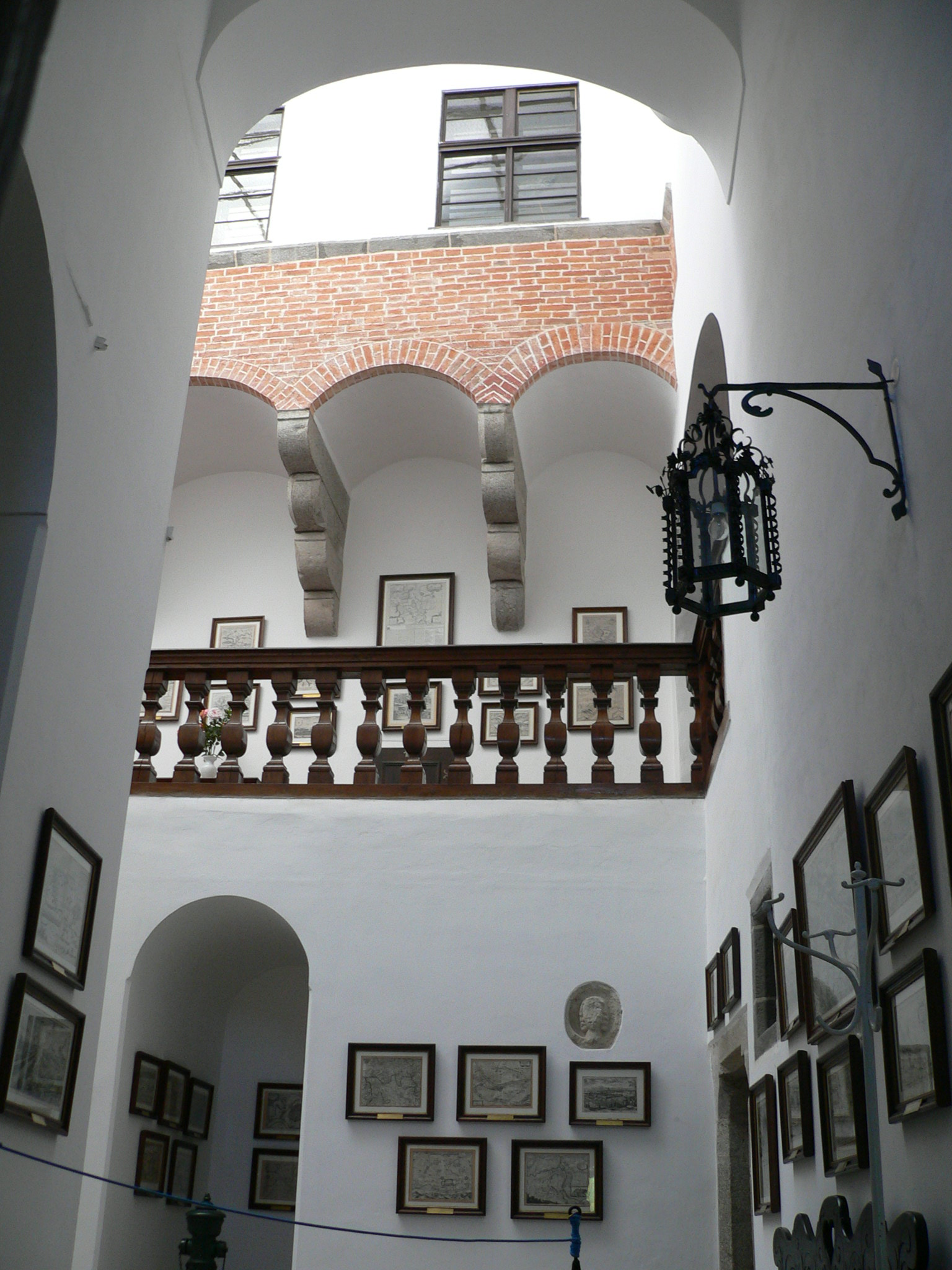
Hradní chodba
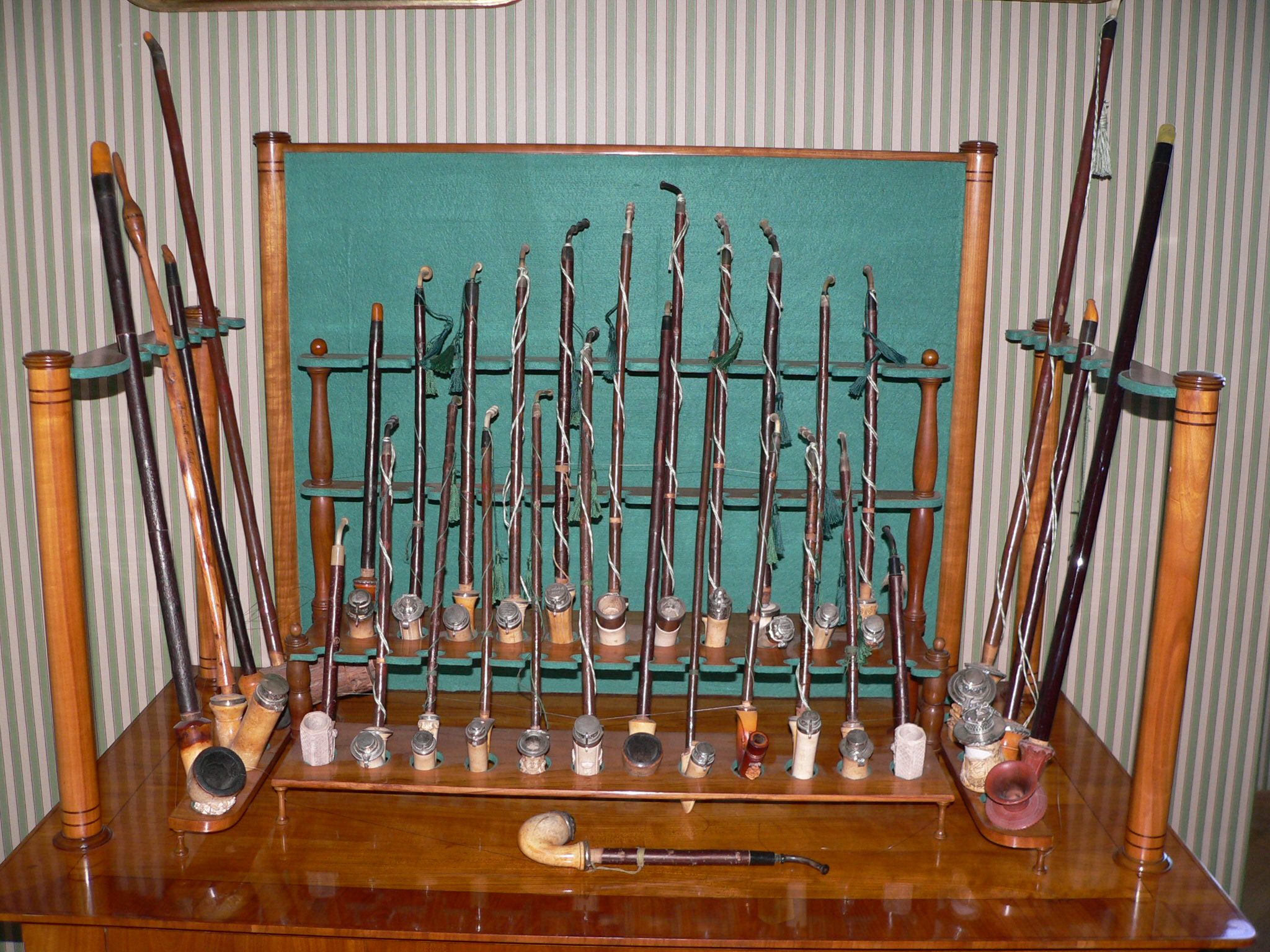
Sbírka dýmek v pokoji Filipa ze Šternberku
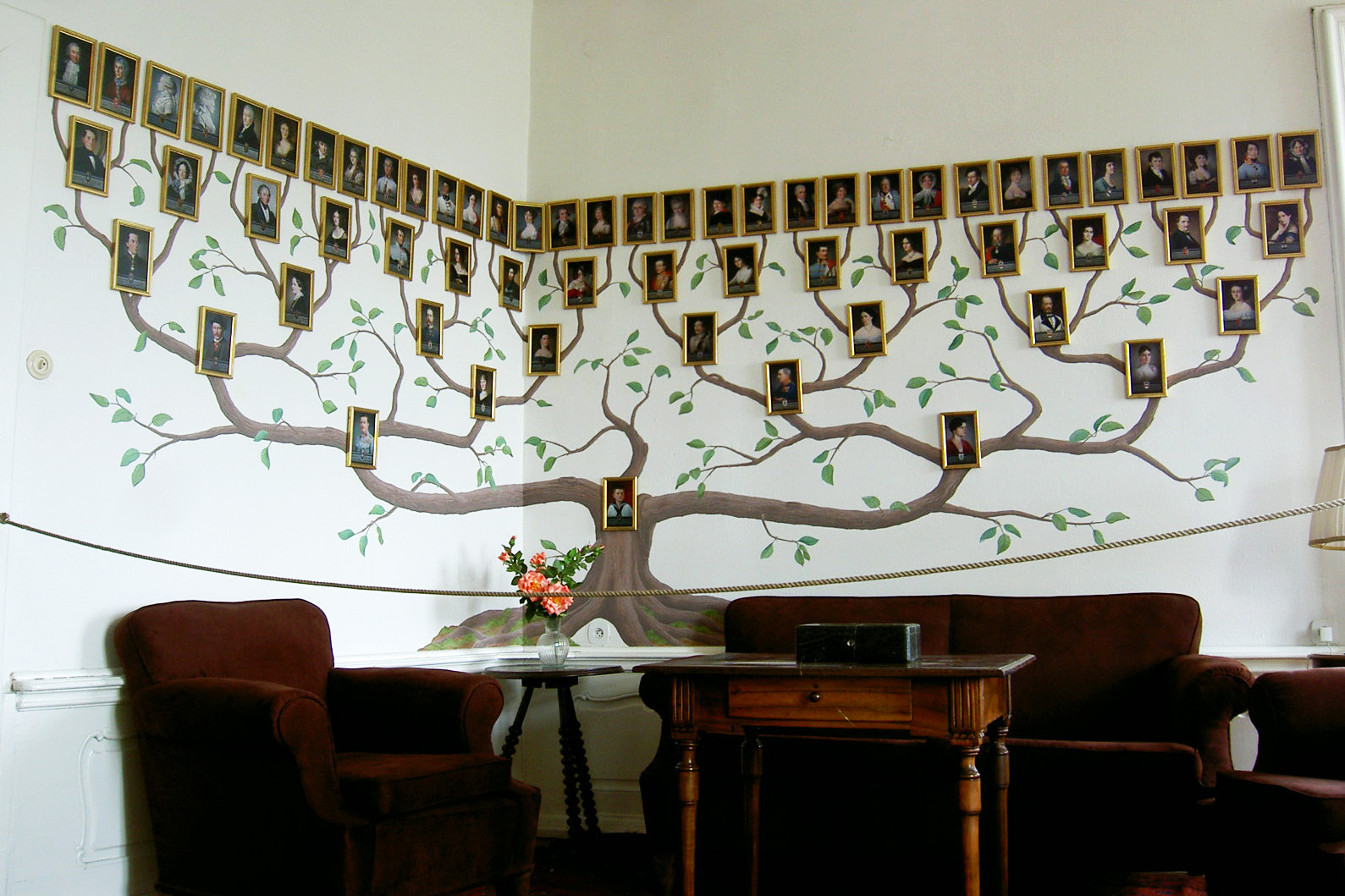
Obrazový rodokmen v pracovně Jiřího Sternberga